# Holger Meins

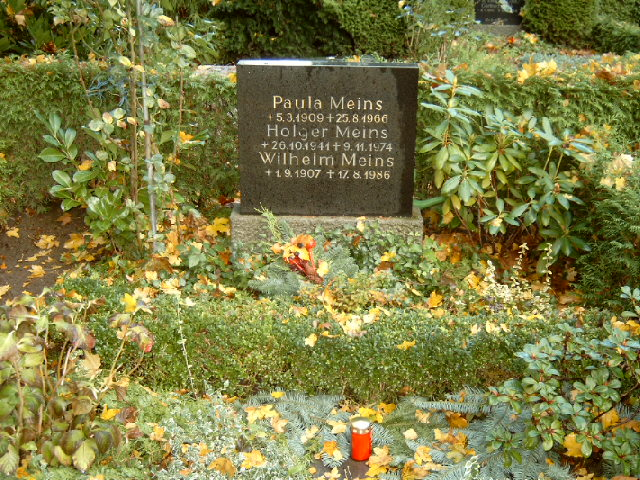
Tomba de Holger Meins.

Holger Klaus Meins, més conegut com a Holger Meins, així com també pel nom de guerra «Rolf», (Hamburg, 26 d'octubre de 1941 - Wittlich, Bernkastel-Wittlich, Alemanya Occidental, 9 de novembre de 1974) va ser un actor, director de cinema i activista polític alemany, militant del grup armat d'esquerra Fracció de l'Exèrcit Roig (RAF) entre 1970 i 1974. Va morir el 57è dia de vaga de fam, en la tercera protesta contra les condicions d'aïllament que patia a la presó.

## Trajectòria
Meins va néixer el 26 d'octubre de 1940 al districte d'Eimsbüttel de la ciutat d'Hamburg. El seu pare va ser Wilhelm Julius Meins (1907-1986), comercial i enginyer de precisió, i la seva mare Paula Elsa Will (1909-1966), i va tenir un germà i una germana. Entre 1948 i 1954 va cursar els estudis d'educació primària i entre 1954 i 1958 els de secundària. El 15 de juny de 1961 l'Exèrcit federal alemany el va convocar a fer el servei militar obligatori, en el destacament que tenia al districte d'Altona, a Hamburg. Contrari a la seva realització, es va declarar objector de consciència i el 26 d'octubre d'aquell mateix any li va ser reconegut l'estatus. Entre 1962 i 1966 va estudiar Belles arts a la Universitat d'Hamburg.
El 17 de setembre de 1966 va ingressar a l'Acadèmia Alemanya de Cinema i Televisió de Berlín (DFFB) i, tres mesos després, al desembre, va participar en les manifestacions contra la Guerra del Vietnam, que havia organitzat la Federació Socialista Alemanya d'Estudiants (SDS) a la ciutat. Des de ben jove es va identificar amb les idees d'esquerra i, el 2 de juny de 1966, va participar en les protestes contra la visita del xa de l'Iran Mohammad Reza Pahlavi i la seva dona Farah Diba a la ciutat de Berlín. Posteriorment, a la tardor d'aquell mateix any, va treballar al comitè de recerca d'informació de les accions realitzades per la policia durant aquella manifestació. El 27 de novembre de 1968 va ser expulsat de l'Acadèmia després que ocupés el despatx del vicerectorat amb disset joves més. El setembre de 1969 es va traslladar a la famosa Kommune 1. El 4 d'agost de 1970 se'l va arrestar i empresonar per un presumpte atac amb bomba contra un cotxe de policia. Després de passar un mes i mig a la presó de Moabit, a Berlín, va ser alliberat el 14 de setembre.

### Militància a la RAF
L'octubre del 1970 va ingressar a la Fracció de l'Exèrcit Roig (RAF), amb el nom de guerra de «Rolf», i un document d'identitat fals a nom de Günter Jahn, nascut el 5 de maig de 1946 a Hagen (Rin del Nord-Westfàlia), resident a Pappelstrasse, 98, de Bremen, i de professió fotògraf.
Al maig de 1972 va participar en atemptats, sabotatges i diverses accions de propaganda armada a Frankfurt del Main, Augsburg, Múnic, Karlsruhe, Hamburg i Heidelberg. Meins es va convertir en un dels militants més actius de la RAF i va ser identificat com una mena de líder. Des de la clandestinitat va participar en el treball organitzatiu i en planificacions de la banda i fins i tot va dissenyar un embolcall per bombes i granades de mà que podien ser col·locades sota el vestit de les dones, donant la impressió d'estar embarassades i així ocultar fàcilment la col·locació d'artefactes explosius en objectius enemics.
L'1 de juny de 1972, Andreas Baader, Jan-Carl Raspe i Meins van anar a revisar un dipòsit d'explosius clandestí amagat en un garatge a Frankfurt del Main. Sense adonar-se'n, la policia estava vigilant el lloc. Baader i Meins van entrar al garatge i van ser immediatament envoltats. La policia va bloquejar la sortida i va llançar granades de gas lacrimogen a dins, les quals van ser tornades immediatament per Baader. No va passar gaire temps quan Baader va rebre un tret a la cama i Meins va sortir amb les mans enlaire. Tots van ser arrestats, incloent Raspe que esperava a fora en el cotxe.
De l'1 al 26 de juny va complir arrest a la presó de Bochum; del 27 de juny al 22 de març de 1973 a la presó de Koblenz; i del 23 de març de 1973 al 9 de novembre de 1974 a la presó de Wittlich. Al llarg del temps de presidi provisional, Meins i la resta de convictes de la RAF van iniciar diferents vagues de fam contra les autoritats de la presó per les condicions d'aïllament a què van ser sotmesos. La primera es va realitzar entre el 7 de gener i el 20 de febrer de 1973, mentre que la segona es va fer entre el 8 de maig i el 29 de juny de 1973, tot i que se li havia provocat l'alimentació forçosa des del 23 de maig. El 13 de setembre de 1974 va lliurar la seva última batalla quan va donar inici a la seva tercera vaga de fam, en la qual va ser alimentat per la força des del 30 de setembre. L'1 de novembre de 1974 va enviar la seva darrera carta al company de militància Manfred Grashof i a les 17:05 hores del 9 de novembre va morir, oficialment, per aturada cardiorespiratòria relacionada amb l'alt nivell d'inanició que s'havia provocat. Meins mesurava 1'86 metres d'altura i va arribar a pesar 39 quilograms en el moment de la seva mort. Es creu que no es va permetre al personal mèdic revisar-lo o atendre'l durant la vaga de fam, fins i tot els metges de la presó van recomanar que el detingut fos traslladat a una unitat de cures intensives.
El 18 de novembre de 1974 va ser enterrat al cementiri d'Stellingen, a Hamburg, en un funeral oficiat pel pastor Bahnsen, en el qual l'estudiant Rudi Dutschke va proferir la famosa frase «Holger, la lluita continua».

## Conseqüències
La seva mort va generar un gran odi als membres de la RAF i va desencadenar moltes protestes i actes de violència arreu d'Europa. Hans-Joachim Klein, xofer de Jean-Paul Sartre durant la seva reunió amb Andreas Baader a la presó, i posteriorment militant del grup armat alemany d'esquerra Cèl·lules Revolucionàries (RZ), va declarar que, per a reforçar el seu odi cap al sistema capitalista de l'Alemanya Occidental, sempre duia una fotografia del cos de Meins durant l'autòpsia.
En memòria seva, els membres de la RAF que van segrestar l'ambaixada de la República Federal Alemanya a Estocolm el 1975, van nomenar l'escamot amb el nom de Holger Meins.
El 20 d'abril de 1998, el seu nom va ser inclòs com un dels màrtirs del moviment en el testament final de dissolució de la Fracció de l'Exèrcit Roig.

## Impacte a la cultura popular
- La pel·lícula de 1975 Moses und Aron, dirigida i produïda per Jean-Marie Straub i Danièle Huillet, li ret homenatge.[8]

- El documental de 2002 Starbuck Holger Meins, dirigit per Gerd Conradt, parla sobre la seva vida i trajectòria.[9]